# 榎井村事件
榎井村事件（えないむらじけん）は、1946年（昭和21年）8月21日に発生した殺人事件。約半世紀の後に再審で冤罪が確定した。日本弁護士連合会が支援していた。

## 事件の概要
1946年8月21日午前2時頃、香川県仲多度郡榎井村（現在の琴平町の一部）に居住していた大蔵省専売局（現在の日本たばこ産業）の職員（当時43歳）の自宅に2人が侵入した。職員は隠れていた侵入者と対峙したが、白いパナマ帽を被った男がピストルを撃ち彼を射殺した。犯人の遺留品はパナマ帽と薬莢だけであった。

## 容疑者逮捕
事件から1週間後の8月28日、高松専売局に盗みに入ったA（当時18歳）とB（当時19歳）が逮捕された。2人は窃盗未遂、住居不法侵入をしたことを認めた。しかし警察は、榎井村の事件も2人が犯人と見て厳しく追及した。2人は当初犯行を否認したが、Bが「Aが射殺した」と供述したこと、パナマ帽をAに買い与えたとする台湾人の証言を得たことを証拠に殺人罪で起訴した。だがAはまったく身に覚えがないとして犯行を否認し続けた。

## 刑の確定
1947年12月8日、高松地方裁判所は検察側の主張を全面的に認めてAに無期懲役（求刑死刑）Bに懲役6年（求刑不明）の判決を言い渡した。Bは控訴せず刑が確定（Bも第一審公判途中より否認に転じていたが、家族の経済的負担等の理由により控訴しなかった）したが、Aは無実を訴えて控訴した。1948年11月9日に高松高等裁判所はAの無実主張を退けたうえで懲役15年に減刑した判決を言い渡した。1949年4月28日に最高裁は上告を棄却しAの懲役15年が確定した。
なおAはサンフランシスコ講和条約の恩赦によりさらに減刑されたため1955年に仮出所した。

## 再審請求
Aは捜査を担当した刑事、弁護士、関係者を訪ね歩いて情報を集めた。それから1990年（平成2年）3月19日にAは高松高等裁判所に再審請求をし、高松高等裁判所は1993年11月1日に再審開始を決定した。
1994年3月22日に高松高等裁判所はAに無罪を言い渡した。

## 関連書籍
- 日本弁護士連合会『やっとらんもんはやっとらん－榎井村事件再審無罪への道』 日本弁護士連合会・香川県弁護士会　1994年
- 榎井村事件総括文書刊行委員会『やっとらんもんはやっとらん 続編』　日本弁護士連合会・香川県弁護士会　1995年